# 盧基什基
51°18′58″N 28°46′27″E / 51.31611°N 28.77417°E
盧基什基（烏克蘭語：Лукішки），是烏克蘭北部的村莊，隸屬日托米爾州的科羅斯滕區。該村面積6.57平方公里，海拔高度165米，2001年人口309，人口密度每平方公里47.03人。